# Tomblaine
Tomblaine is een gemeente in het Franse departement Meurthe-et-Moselle in de regio Grand Est. De gemeente telde 9.040 inwoners op 1 januari 2022.

## Geschiedenis
Tot het 22 maart 2015 werd opgeheven was Tomblaine hoofdplaats van het kanton Tomblaine. De gemeente werd opgenomen in het aangrenzende kanton Saint-Max. Beide maken deel uit van het arrondissement Nancy. 

## Geografie
De oppervlakte van Tomblaine bedroeg op 1 januari 2022 5,55 vierkante kilometer; de bevolkingsdichtheid was toen 1.628,8 inwoners per km².

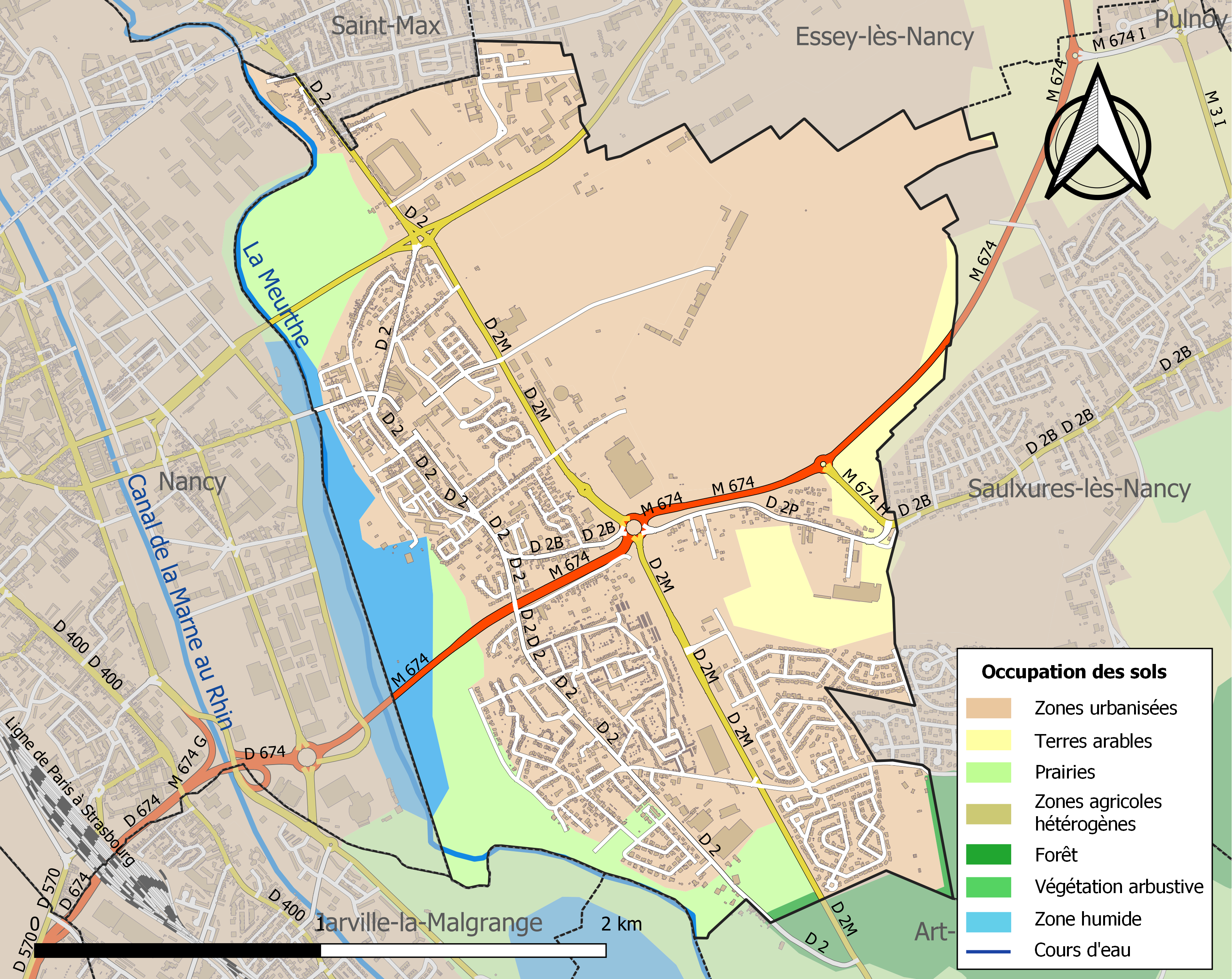
Kaart van de gemeente met de belangrijkste infrastructuur, bodemgebruik en omliggende gemeenten

## Demografie
Onderstaande figuur toont het verloop van het inwonertal (bron: INSEE-tellingen).

## Sport
Het stadion Stade Marcel Picot van voetbalclub AS Nancy uit het nabijgelegen Nancy staat in Tomblaine.
Tomblaine was drie keer etappeplaats in wielerkoers Ronde van Frankrijk. In 2012, 2014 en 2022 startte er een etappe.